# Доррі Джехангір Хабібулович
Джехангі́р Хабібу́лович До́ррі (по-батькові також Хабібуллович; рос. Джехангир Хабибулович Дорри, перс. جهانگیر دری Джахангір́ Да́ррі; *21 лютого 1932, Москва, РСФСР, СРСР — 1 серпня 2018, там же, Росія) — радянський російський літературознавець, іраніст, науковий співробітник Інституту сходознавства РАН, доктор філологічних наук (2000), професор. Член Спілки письменників СРСР (1979).

## З життєпису
Народився в Москві 21 лютого 1932 року в родині іранця Хабіболли Доррі, дипломата та перекладача, одного із засновників Товариства ірано-радянської дружби, депутата іранського меджлісу від провінції Хорасан, радника Посольства Ірану в Москві. Мати – Надія Бєлова, росіянка, педагог за освітою.
У 1950 році успішно склав іспити на відділення східних мов та літератур МДУ, але не був прийнятий (йому сказали, що іраністи найближчим часом не знадобляться). Проте він відвідував усі заняття і водночас писав листи до радянського керівництва з проханням про зарахування. Наприкінці навчального року йому дозволили екстерном скласти іспити за перший курс, але прийняли на відділення російської мови та літератури.
У 1955 році закінчив філологічний факультет МДУ.
В 1962 році захистив кандидатську дисертацію на тему «Перська сатирична поезія 40-50-х років XX століття».
У 2000 році захистив докторську дисертацію «Становлення та розвиток сучасної перської художньої прози Ірану. Її жанрові та стилістичні особливості» («Становление и развитие современной персидской художественной прозы Ирана. Ее жанровые и стилистические особенности»).
Науковий співробітник Інституту мови та літератури АН ТаджРСР (1955-1958), Інституту сходознавства (1958-1996) РАН, Військового університету Міноборни РФ (від 1997). 
Помер у Москві 1 серпня 2018 року.

## З доробку
Джехангір Хабібулович Доррі — автор понад 220 наукових праць, серед яких монографії, статті, нариси, огляди, упорядкування словників, збірок творів іранських письменників тошо. Він є також одним з найплодовитіших перекладачів з перської на російську. Фаховою спеціалізацією філолога була іранська сміхова (сатирична) література.   

### Вибрана бібліографія
Монографії
- Персидская сатирическая поэзия: (40-50-е гг. ХХ в.) / АН СССР. Ин-т народов Азии. М.: Наука, 1965. 233 с.
- Персидская сатирическая проза: (Традиция и новаторство) / АН СССР. Ин-т востоковедения. М.: Наука, 1977. 216 с.
- Мохаммад Али Джамаль-заде / АН СССР. Ин-т востоковедения. М.: Наука, 1983. 216 с. Серия: Писатели и ученые Востока.
- Современная персидская проза  / АН СССР. Ин-т востоковедения. М.: Наука, 1993. 328 с. (Деп. в ИНИОН РАН).
- Литература современного Ирана (персидская проза XX века) / Военный университет. М., 1998, 315 с.

Словники
- Персидско-русский словарь: (60 000 слов). В 2-х томах. М.: Русский язык, 1970. Совместно с Л. Киселевой, М.-Н. Османовым. Под редакцией Ю.А. Рубинчика. (2-ое изд. - 1983, 3-е изд. - 1985).

Статті
- Из истории народной "смеховой культуры" в Иране // Народы Азии и Африки. 1971, № 6. С. 66-75.
- Сатирическое творчество Садек Чубака // Народы Азии и Африки. 1975, № 5. С. 106-114.
- Национальные традиции в современной персидской сатирической прозе // Народы Азии и Африки. 1978, № 6. С. 134-139.

Переклади
- Современная иранская новелла. 60-70-е годы. М.: Прогресс, 1980, 380 с.
- Тонкабони Феридун. Избранные рассказы. Перевод с персидского. М.: Радуга, 1985. 343 с.
- Шахани Х. Как ухаживать за мужем. Перевод с персидского. М.: Радуга, 1989. 396 с.
- Дорри Д. Мой родной Иран. — М.: Вече, 2017. — 224 с.